# Scheepvaart op het IJ voor Amsterdam
Scheepvaart op het IJ voor Amsterdam is een schilderij van Reinier Nooms dat te zien is in Het Scheepvaartmuseum. Het schilderij is te zien in de tentoonstelling 'De Schilderijen'.

## Voorstelling
Het stelt het IJ voor met op de achtergrond de stad Amsterdam. De nadruk ligt op de grote bedrijvigheid op het water. Op de voorgrond zijn tientallen vracht- en vissersschepen te zien. In het midden lost een Deens oorlogsschip een saluutschot. Links daarvan wordt een sloep voortgeroeid voorzien van een prinsenvlag. Rechtsvoor vaart een vissersbootje beladen met fuiken. Helemaal rechts bevindt zich een rijkversierd statenjacht.

## Toeschrijving en datering
Het schilderij is rechts gesigneerd ‘R. Zeeman 1661’ op het statenjacht.

## Herkomst
Het werk komt voor het eerst voor op de veiling van de verzameling van een zekere Compte Grefulle (comte Grefulle?), die op 22 juli 1937 plaatsvond bij veilinghuis Sotheby's in Londen en waar het voor 500 pond gekocht werd door kunsthandel Gebroeders Douwes in Amsterdam. Later was het in het bezit van Willem Dreesmann. Tijdens zijn boedelveiling die plaatsvond van 22 tot 25 maart 1960 bij veilinghuis Mensing in Amsterdam werd het voor 48.000 gulden gekocht door het Nederlands Scheepvaartmuseum (nu Het Scheepvaartmuseum) in Amsterdam. Deze aankoop kwam tot stand met steun van de Vereniging Rembrandt en particulieren.